# Maximiliano Óscar Rodríguez Magi
Maximiliano Óscar Rodríguez Magi (nascido em 1 de março de 1988) é um atleta paralímpico espanhol. Representou a Espanha nos Jogos Paralímpicos de Verão de 2012 em Londres.